# Ариле (община)
Ариле (серб. Ариље) — община в Сербии, входит в Златиборский округ.
Население общины составляет 19 272 человека (2007 год), плотность населения составляет 55 чел./км². Занимаемая площадь — 349 км², из них 57,7 % используется в промышленных целях.
Административный центр общины — город Ариле. Община Ариле состоит из 22 населённых пунктов, средняя площадь населённого пункта — 15,9 км².

## Статистика населения общины
| Год  | Население, чел. |
| ---- | --------------- |
| 1991 | 20567           |
| 2001 | 19784           |
| 2002 | 19772           |
| 2003 | 19727           |
| 2004 | 19690           |
| 2005 | 19602           |
| 2006 | 19443           |
| 2007 | 19272           |